# Svolvær
Svolvær este o localitate din comuna Vågan, provincia Nordland, Norvegia, cu o suprafață de 2,33 km² și o populație de 4.487 locuitori (2013).

## Personalități născute aici
- Kari Bremnes (n. 1956), cântăreață.